# Lycorhinus
Genre
Lycorhinus est un genre éteint de dinosaures ornithischiens primitifs de la famille des hétérodontosauridés. Il a vécu en Afrique du Sud dans la province du Cap où il a été découvert dans la formation géologique d'Elliot datée du Jurassique inférieur (Hettangien à Sinémurien), soit il y a environ entre 201,4 à 192,9 millions d'années.
C'est l'un des premiers dinosaures à avoir vécu en Afrique.

## Systématique
Le genre Lycorhinus a été créé en 1924 par le paléontologue britannique Sidney Henry Haughton (1888-1982) avec pour espèce type Lycorhinus angustidens

## Découverte
L'holotype, SAM 3606, se compose de la partie gauche d'une mandibule trouvée par M. Ricono en 1924.

## Description
Lycorhinus mesurait 1 mètre de long et 40 centimètres de haut. C'était un herbivore, qui possédait cependant deux longues canines dans sa mâchoire.

## Classification
Lycorhinus est placé en position basale au sein de la sous-famille des Heterodontosaurinae par Paul Sereno en 2012.

## Liste d'espèces
Selon Paleobiology Database (23 octobre 2021) :
- † Lycorhinus angustidens Haughton, 1924 - espèce type
- † Lycorhinus parvidens (Broom, 1913

## Publication originale
- (en) S. H. Haughton, « The fauna and stratigraphy of the Stormberg Series », Annals of the South African Museum, Le Cap, Inconnu, vol. 12,‎ 1924, p. 323-497 (ISSN 0303-2515, OCLC 1647291, lire en ligne).